# Multia
Multia (Zweeds: Muldia) is een gemeente in de Finse provincie West-Finland en in de Finse regio Centraal-Finland. De gemeente heeft een landoppervlakte van 733,24 km² en telt 1.477 inwoners (2022).